# Anton Drexler
Anton Drexler (ngày 13 tháng 6 năm 1884 - 24 tháng 2 năm 1942) là một nhà lãnh đạo chính trị cực hữu của Đức những năm 1920, người đã có công trong sự hình thành của Đảng Công nhân Đức  (Deutsche Arbeiterpartei; DAP) theo chủ nghĩa Liên Đức và chủ nghĩa bài Do Thái, tiền thân của Đảng Quốc Xã (Nationalsozialistische Deutsche Arbeiterpartei; NSDAP). Drexler từng là cố vấn cho Adolf Hitler trong những ngày đầu tiên bước vào chính trường.

## Tiểu sử
Sinh ra tại München, Drexler là một thợ lắp máy trước khi trở thành thợ chế tạo công cụ đường sắt và thợ khóa ở Berlin. Ông gia nhập Đảng Tổ quốc Đức trong Thế chiến I. Tháng 3 năm 1918, Drexler thành lập một chi nhánh của Freien Arbeiterausschuss für einen guten Frieden (Ủy ban Công nhân tự do cho Hòa Bình Tốt). Sau đó vào năm 1918, Karl Harrer (một ký giả và là thành viên của Hội Thule), thuyết phục Drexler và một số người khác để tạo thành Politischer Arbeiterzirkel vào năm 1918. Các thành viên gặp gỡ định kỳ cho các cuộc thảo luận với các chủ đề dân tộc và bài xích do thái chủ nghĩa. Drexler là một nhà thơ và một thành viên của phong trào Völkisch. Cùng với Harrer, Gottfried Feder và Dietrich Eckart, ông thành lập Đảng Công nhân Đức (DAP) tại München vào ngày 05 tháng 1 năm 1919.
Tại một cuộc họp của Đảng ở Munich vào tháng 9 năm 1919, diễn giả chính là Gottfried Feder. Khi ông phát biểu xong, Adolf Hitler tham gia vào một cuộc tranh luận chính trị nảy lửa với một vị khách, giáo sư Baumann, người đặt câu hỏi về tính đúng đắn của lý luận Feder chống lại chủ nghĩa tư bản và đề nghị Bayern nên rút khỏi Phổ và thành lập một quốc gia Nam Đức mới với Áo. Để kịch liệt tấn công những lập luận của người đàn ông, ông đã gây ấn tượng về những thành viên khác với kỹ năng hùng biện của mình, và theo Hitler, vị giáo sư phải thừa nhận thất bại và rời căn phòng. Drexler tiếp cận và tặng Hitler một cuốn sách mang tên Thức tỉnh chính trị của tôi, những đựng các lý tưởng chủ nghĩa dân tộc, bài người Do Thái, chống Chủ nghĩa Marx, chống Tư bản. Ấn tượng với Hitler, Drexler mời ông tham gia DAP. Theo lệnh của cấp trên trong quân đội, Hitler chấp nhận vào ngày 12 tháng 9 năm 1919, trở thành thành viên thứ 55 của đảng.